# Monoplex panamensis
Monoplex panamensis is een uitgestorven slakkensoort uit de familie van de Cymatiidae. De wetenschappelijke naam van de soort werd voor het eerst geldig gepubliceerd in 2010 door Beu.